# Giovanni Abbagnano
Giovanni Abbagnano (Baronissi, 17 agosto 1860 – Napoli, 22 giugno 1922) è stato un imprenditore italiano.

## Biografia
Abbagnano nacque nel 1860 a Baronissi, in provincia di Salerno. Suo padre, anch'esso di nome Giovanni, fu attivo nel commercio di pellami grezzi anche fuori dai confini italiani, in Francia, Grecia e Turchia.
Nel 1875, a 15 anni, Abbagnano cominciò a fare esperienza nel negozio del padre per poi trasformare l'attività in una conceria, situata a Sarno. Tra il 1884 e il 1893, grazie ad un incremento della produzione dovuto all'introduzione della tecnica della concia al cromo, espanse la sua attività a Salerno, con l'apertura di uno stabilimento dotato di metodi di produzione più moderni ed efficienti. La produzione della conceria di Abbagnano si focalizzava principalmente sulle suole per calzature, che erano un prodotto tradizionale del salernitano.
Oltre all'industria conciaria Abbagnano fu proprietario di un'azienda vinicola, di un consorzio agrario di mulini e pastifici a Nocera Inferiore e fu amministratore dei cantieri navali del porto di Salerno.
Nel 1903 fu uno dei primi ad essere premiato con l'ordine al merito del lavoro, per via della sua attività nell'industria conciaria.